# Chase Tower (Chicago)
Der Chase Tower ist ein Wolkenkratzer mit einer Höhe von 259 Metern und 60 Etagen in Chicago, Illinois. Die Adresse des Gebäudes ist 10 South Dearborn Street, Chicago IL. Aktuell ist es das 11-höchste Gebäude in der Stadt.
Bei seiner Fertigstellung 1969 war der Chase Tower das fünfthöchste Gebäude der Welt und Sitz der First National Bank of Chicago. Nach der Übernahme durch die Bank One Corporation wurde das Gebäude in Bank One Tower umbenannt. 2004 ging Bank One an JPMorgan Chase, womit auch der Gebäudename wieder umgewidmet wurde. Seitdem heißt das Gebäude Chase Tower.